# Magdalena Cernat
Magdalena Cernat (n. 19 iulie 1955) este o actriță română.

## Biografie
1969 - 1973 - Liceul Gheorghe Șincai București
1974 - 1978 - Institutul de Artă Teatrală și Cinematografică I.L. Caragiale, clasa profesor Petrică Vasilescu

## Roluri
Teatrul Național București
Bibliotecara - „Cinci femei de tranziție”, text și regie Rodica Popescu Bitănescu, 2003
Maureen Vega - „Dragoste în hala de pește” de Israel Horovitz, regia Ion Cojar, 1999
Liz Morden – „Cine are nevoie de teatru” de Timberlake Wertenbaker, regia Andrei Șerban, 1991
Ludmila – „Vassa Jeleznova” de Maxim Gorki, regia Ion Cojar, 1988
Sempronia – „Arheologia dragostei” de Ion Brad, regia Anca Ovanez Doroșenco, 1985
Mița Baston – „D`ale carnavalului” de I.L. Caragiale, regia Sanda Manu, 1984
Sora Flinn – „Zbor deasupra unui cuib de cuci” de Ken Kessey, regia Horea Popescu, 1983
Prezentatorul – „Ploșnita” de Vladimir Maiakovski, regia Horea Popescu, 1982
Fata - „Cheile orașului Breda” de Ștefan Berceanu, regia Sanda Manu, 1981
Calipsița – „Coana Chirița” de Tudor Mușatescu, regia Horea Popescu, 1981
Inocenția – „Gimnastică sentimentală” de Vasile Voiculescu, regia N.Al. Toscani, 1980

Teatrul Municipal Baia Mare: 1978 - 1981 
Paulina – „Vasile Lucaciu” de Dan Tărchilă, regia Ioan Ieremia
Dufy – „A cincea lebădă” de Paul Everac
Ann Page – „Nevestele vesele din Windsor” de William Shakespeare, regia Bogdan Berciu
Iulia Doamna – „Rămas bun soare apune” de Al. Popescu, regia Ion Deloreanu

Academia de Teatru și Film
Martinio – „Casa Bernardei Alba” de Federico Garcia Llorca, regia Magdalena Klein, 1978 
Doamna Clara – „Cei ce ne-au dat nume” de Alexandru Davila, regia Marin Moraru, 1977 
Carmen Anta – „Ciuta” de Victor Ioan Popa, regia Andrei Varodi, 1976

Formație
Institutul de Artă Teatrală și Cinematografică I.L. Caragiale, promoția 1978, clasa profesor Petrică Vasilescu.

## Filmografie
- Novăceștii (1988) – voce
- Cele ce plutesc (2009)[2]